# Oboe d'amore
Oboe d'amore (Oboi de dragoste) este un instrument de suflat din lemn cu ancie dublă din familia oboiului. Puțin mai mare decât oboiul, are un sunet mai liniștit și mai plăcut și este considerat membrul mezzo-sopran al familiei oboiului, fiind plasat între oboi (sopran) și cornul englez (alto). Este un instrument de transpunere, sunetul care iese din instrument fiind cu o terță mică mai jos decât nota scrisă pe partitură (astfel, nota Do de pe partitură sună La). Clopotul este în formă de pară iar instrumentul folosește un bocal, asemănător cu cornul englez.

## Invenție și utilizare

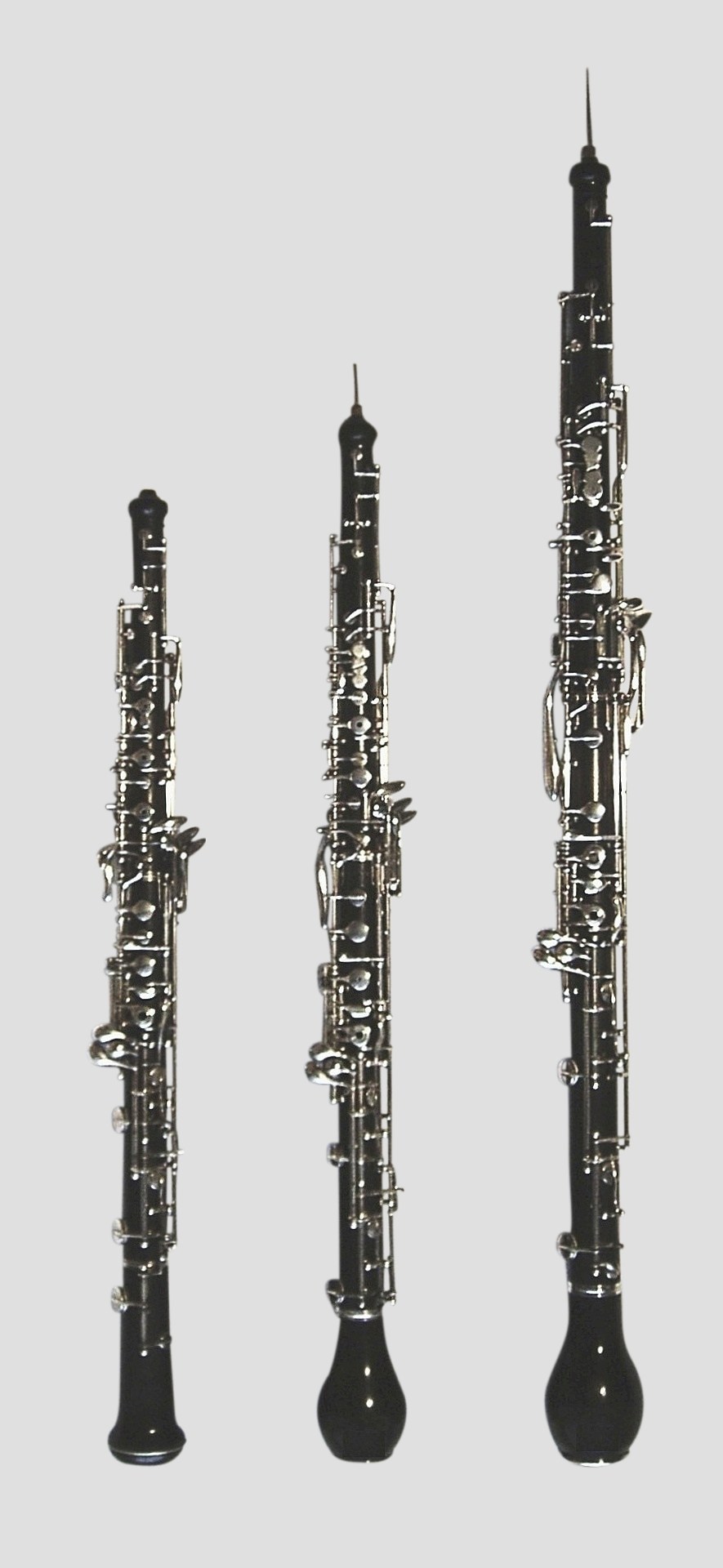
Familia oboiului unde oboe d'amore (centru) este comparat cu oboiul (stânga) şi cornul englez (dreapta)

Oboe d'amore a fost inventat în secolul al XVIII-lea și a fost utilizat prima dată de Christoph Graupner în lucrarea Wie wunderbar ist Gottes Güt (1717). Johann Sebastian Bach a compus numeroase lucrări pentru instrument - un concert, multe dintre cantatele sale și partea "Et in Spiritum sanctum" din Misa în Si minor. Georg Philipp Telemann a folosit și el frecvent acest instrument.
Datorită scăderii sale în popularitate la sfârșitul secolului al XVIII-lea, oboe d'amore nu a mai fost folosit timp de 100 de ani până când Richard Strauss l-a folosit în lucrarea sa Symphonia Domestica, unde instrumentul reprezintă copilul. Alți compozitori care au folosit instrumentul sunt Claude Debussy (în lucrarea "Gigues" unde instrumentul are un pasaj solo lung), Maurice Ravel, Frederick Delius și alți compozitori de la începutul secolului al XX-lea. Poate cea mai cunoscută utilizare modernă a oboe d'amore este în lucrarea Bolero a lui Ravel, unde oboe d'amore urmează clarinetul în Mi bemol în a doua reluare a temei principale. Gustav Mahler a folosit o singură dată instrumentul, în cântecul "Um Mitternacht" (1901), unul din cele cinci cântece din colecția sa Rückert-Lieder. Compozitorul american William Perry folosește oboe d'amore în coloanele sale sonore pentru filme și, cel mai recent, este al treilea instrument din lucrarea sa Jamestown Concerto pentru violoncel și orchestră (2007). În orchestrarea sa a lucrării Tablouri dintr-o expoziție a lui Modest Mussorgsky, Vladimir Așkenazi folosește oboe d'amore în partea "Il vecchio castello".

## Producători
Printre producătorii moderni de oboe d'amore se numără Howarth of London (din lemn de Grenadilla sau Cocobolo), F. Lorée din Paris (din lemn de Grenadilla) și alți producători francezi precum Rigoutat, Fossati și Marigaux. Un instrument nou costă aproximativ 6.500 de lire sterline (aproximativ 7.800 de euro) la prețurile din 2008, apropiat de costul unui corn englez nou. Acest cost, cuplat cu utilizarea limitată a instrumentului, a dus la decizia multor oboiști să nu dețină un oboe d'amore propriu, ci să închirieze unul atunci când lucrarea necesită un asemenea instrument.